# A hét hegycsúcs kihívás

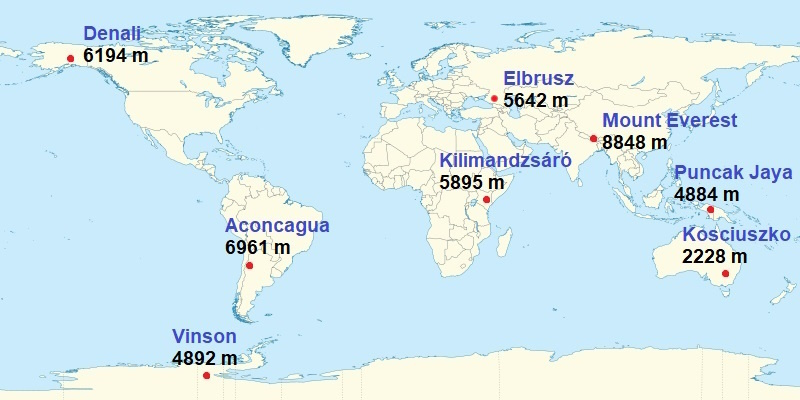
A Bass- és a Messner-féle hét hegycsúcs kihívás térképe

A hét hegycsúcs kihívás (Seven Summits) a hét kontinens legmagasabb hegycsúcsainak megmászása: egy hegymászókihívás, amelyet Richard Bass teljesített elsőként 1985. április 30-án. Az európai felfogás szerint ugyan csupán hat kontinens létezik, de a világ többi földrészén – így ebben a kihívásban is – úgy tartják, hogy Észak- és Dél-Amerika külön földrész, ezért hét hegycsúcs szerepel a kihívásban, nem pedig hat. Aki a hét hegycsúcs teljesítésén túl eljut az Északi-, majd a Déli-sarkra is, az teljesíti a Felfedező Grand Slam (Explorer's Grand Slam) elnevezésű kihívást is, aminek teljesítői között a magyarokat még nem jegyzik.

## Richard Bass és Reinhold Messner listái
A Richard Bass által megjelölt hét hegyet tartalmazó lista teljesítését követően a legendás hegymászó, Reinhold Messner (az első palack nélküli Everest-csúcsmászást teljesítő sportoló a világon) saját listát jelölt meg, amely abban különbözik Bass listájától, hogy Ausztrália és Óceánia földrészének csúcsaként nem az ausztrál szárazföldön található Mount Kosciuszko (2228 m) szerepel, hanem a szélesebb értelemben vett kontinentális platón Indonéziában található Puncak Jaya (Karstensz Pyramid, 4884 m).
A többi hegy viszont közös a kétféle listán és az is, hogy egyiken sem szerepel a Mont Blanc Európa csúcsaként.

## A hét hegycsúcshoz tartozó hegyek
- Afrika – Kilimandzsáró (5895 m)
- Antarktisz – Vinson (4892 m)
- Ausztrália és Óceánia – Puncak Jaya (4884 m, Messner-lista) / Mount Kosciuszko (2228 m, Bass-lista)
- Európa – Elbrusz (5642 m)
- Ázsia – Mount Everest (8848 m)
- Észak-Amerika – Denali (6194 m)
- Dél-Amerika – Aconcagua (6962 m)

### A hét hegy magasságuk szerint csökkenő sorrendben
| Kép | Hegy                            | Bass-lista | Messner-lista | Magasság | Kontinens             | Ország       | Első megmászás |
|     | Mount Everest                   | ✔          | ✔             | 8848 m   | Ázsia                 | Nepál / Kína | 1953           |
|     | Aconcagua                       | ✔          | ✔             | 6962 m   | Dél-Amerika           | Argentína    | 1897           |
|     | Denali                          | ✔          | ✔             | 6194 m   | Észak-Amerika         | USA          | 1913           |
|     | Kilimandzsáró                   | ✔          | ✔             | 5895 m   | Afrika                | Tanzánia     | 1889           |
|     | Elbrusz                         | ✔          | ✔             | 5642 m   | Európa                | Oroszország  | 1874           |
|     | Vinson                          | ✔          | ✔             | 4892 m   | Antarktika            | –            | 1966           |
|     | Puncak Jaya (Carstensz Pyramid) |            | ✔             | 4884 m   | Ausztrália és Óceánia | Indonézia    | 1962           |
|     | Kosciuszko                      | ✔          |               | 2228 m   | Ausztrália és Óceánia | Ausztrália   | Nem ismert     |

## A hegymászókihívás
A kihívás lényege, hogy Bass vagy Messner listáját teljesítse az erre vállalkozó. 2010 januárjában hozzávetőleg 275 ember teljesítette a két lista valamelyikét, világszerte. 2019-ben ez a szám 400 körüli volt. Ezek 30%-a mászta meg mindkét változatot (Messner és Bass). 

### A kihívás nehézsége
Bár összesen egy hegycsúcs magassága haladja meg a 8000 méteres tengerszint fölötti magasságot, a többi között is található kifejezetten nehéz mászás, különösen a Denali (6194 m) és az Aconcagua (6962 m) érdemel említést. Ezeken a hegyeken vesztette olyan hegymászó is az életét, aki több alkalommal mászta meg az Everestet.

## Magyar sikerek
Richard Bass listáját elsőként Neszmélyi Emil magyar ügyvéd teljesítette 2019. december 14-én, aki az első magyar is egyúttal, aki az Everestet a nehezebb, északi oldaláról mászta meg. Ezzel a nehezebb oldalon végrehajtott Everest-mászással ekkor kevesebb mint 50 ember teljesítette a hét hegycsúcsot a világon. 
Reinhold Messner listáját első magyarként Németh Alexandra teljesítette (2018. május 18.), aki egyúttal az első magyar és az első magyar nő is a hét hegycsúcs teljesítői között. Neszmélyi Emil a Messner-listát második magyarként teljesítette (2019 júniusában). Ő az első magyar, aki mindkét sorozatot végig tudta mászni.

## Fordítás
Ez a szócikk részben vagy egészben  a   Seven Summits című angol Wikipédia-szócikk ezen változatának fordításán alapul.  Az eredeti cikk szerkesztőit annak laptörténete sorolja fel. Ez a jelzés csupán a megfogalmazás eredetét és a szerzői jogokat jelzi, nem szolgál a cikkben szereplő információk forrásmegjelöléseként.